# Brandon Stacy
Brandon Scott Stacy (* 9. April 1982 in Chesterfield, Virginia) ist ein US-amerikanischer Schauspieler.
Neben Auftritten in Filmen wie Dead Men Walking (2005) und Breathing Room (2008) hatte er bereits Auftritte in mehreren Fernsehserien wie King of Queens (2005), Joey (2005), O.C., California (2006), Weeds – Kleine Deals unter Nachbarn (2006).

## Filmografie (Auswahl)
- 2000: Star Trek: Hidden Frontier
- 2005: Muscle
- 2005: Dead Men Walking
- 2006: Grace & Mercy
- 2007: Suffering Man’s Charity
- 2007: Lost in Transit: The Junkyard Willie Movie
- 2008: Tangled Web
- 2008: Breathing Room
- 2014: Piranha Sharks
- 2017: Barry Seal: Only in America (American Made)